# Thomas Larrieu
Pour les articles homonymes, voir Larrieu.

a Compétitions nationales et continentales officielles uniquement.

b Matchs officiels uniquement.
Dernière mise à jour le 6 mai 2023.
Thomas Larrieu, né le 11 mai 1991 à Dax, est un joueur français de rugby à XV qui évolue au poste de talonneur.

## Biographie

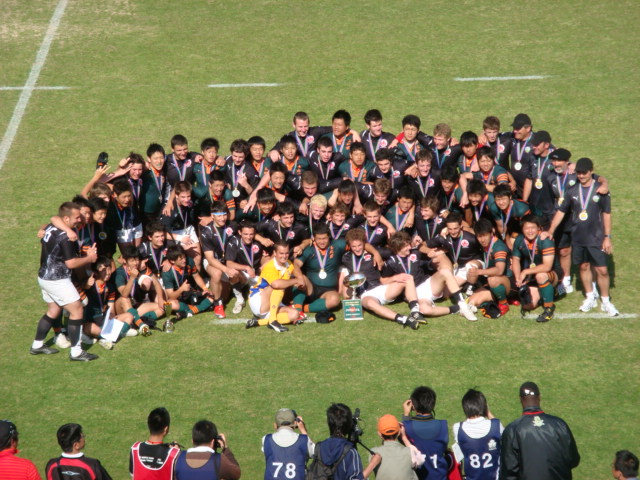
Thomas Larrieu et ses coéquipiers (en noir), ici auprès des joueurs du lycée de Munakata (en vert), remportent le Sanix World Rugby Youth Tournament en 2009.

Thomas Larrieu commence la pratique du rugby à XV très jeune au Saint-Paul sports avant de rejoindre le club voisin de l'US Dax en catégorie minimes 2e année.
Il joue pendant sa scolarité aux postes de troisième ligne centre et de pilier. Il participe au Sanix World Rugby Youth Tournament (en) en 2009, un tournoi rassemblant les meilleurs lycées japonais ainsi que des lycées des grandes nations du rugby pour une Coupe du monde scolaire organisée sur le sol japonais. Avec le Dax Landes High School qui représente le lycée Borda, il remporte cette édition.
Après son passage au pôle espoirs de Bayonne, il est appelé à intégrer la promotion Jacques Fouroux 2009-2010 du Pôle France, ; c'est pendant cette année qu'il se reconvertit définitivement au poste de talonneur, et qu'il joue sous le maillot national en catégorie des moins de 18 ans. Il porte également le maillot bleu en catégorie des moins de 19 ans à plusieurs reprises,,.
Il joue son premier match avec l'équipe professionnelle rouge et blanche en décembre 2011, signant par la suite à la fin de la saison son premier contrat espoir pour deux années, ; ce dernier est reconverti en contrat professionnel pour la saison 2013-2014.
Non conservé par le club dacquois au terme de cette saison, il signe en 2014 chez le Stade Rodez, alors en Fédérale 1. Une saison plus tard, il rejoint l'US Romans Péage. Au sein du Valence Romans Drôme Rugby, nouvelle identité du club après la fusion de ceux de Romans Péage et de La Voulte Valence, il se voit attribuer le rôle de capitaine de l'équipe.
Après une saison en Pro D2 avec le VRDR, Larrieu donne son accord pour rejoindre le club de Colomiers Rugby pendant deux années, à compter de la saison 2020-2021. Il prolonge son contrat à plusieurs reprises, jusqu'en 2024 puis 2026. Lors de la saison 2024-2025, il hérite du brassard de capitaine en mars 2024 et voit son contrat en cours remodelé, désormais actif jusqu'en 2027.